# Zapora Cirata
Zapora Cirata – zapora i elektrownia wodna na rzece Tarum, na wyspie Jawa w Indonezji. Zlokalizowana jest w prowincji Jawa Zachodnia, w odległości 100 kilometrów od stolicy tego kraju, Dżakarty.
Budowa zapory przypada na lata 1984–1988. Całkowita długość obiektu wynosi 453 metry, a jego wysokość 125 metrów. W ramach zapory funkcjonuje elektrownia wodna o mocy 1008 MW, składająca się z ośmiu turbin. Ilość energii, produkowanej przez nią w ciągu roku, wynosi 1426 GWH.
Budowa zapory doprowadziła do powstania sztucznego zbiornika wodnego o powierzchni 62 km². Konsekwencją powstania zapory stało się wysiedlenie z miejsca dotychczasowego zamieszkania ok. 56 tys. osób.